# Annaphila danistica
Annaphila danistica là một loài bướm đêm trong họ Noctuidae.